# Hartwig de Bamberg
Hartwig (mort après le 2 janvier 1053) est évêque de Bamberg de 1047 à 1053.

## Biographie
Sa famille d'origine n'est pas établie, on suppose qu'il est de la maison de Bogen (de). En 1047, alors qu'il est chancelier du Saint-Empire romain germanique, il devient évêque de Bamberg. En octobre 1052, le pape Léon IX vient à Bamberg et apporte certainement les reliques de Clément II, son prédécesseur, ancien évêque du diocèse. Le 2 janvier 1053, Hartwig est le premier évêque de Bamberg à recevoir le pallium et le droit de le porter trois jours par an : à l'Ascension, à la fête de Pierre et Paul de Tarse et à celle de Denis de Paris, le jour de la mort de Clément II. En 1053, il fonde l'abbaye de Weißenohe. Il meurt dans l'année.

## Source
- (de) Johannes Kist: Fürst- und Erzbistum Bamberg. Leitfaden durch ihre Geschichte von 1007 bis 1960. 3., völlig neugestaltete und wesentlich vermehrte Auflage. Historischer Verein Bamberg, Bamberg 1962, S. 26.